# PESA Baureihe 22WE
Die PESA Baureihe 22WE umfasst vierteilige Triebzüge des polnischen Fahrzeugbauunternehmens PESA. Sie wurde vom polnischen Eisenbahnunternehmen Polregio ursprünglich als Baureihe EN 76 eingesetzt und ist die vierteilige Variante der vom Hersteller bestehenden Plattform ELF.

## Geschichte
Im Jahr 2010 wurde der als EN76-001 bezeichneten ELF-Triebwagen als erster der Produktfamilie auf der InnoTrans in Berlin vorgestellt. Der Triebzug gehörte zu einer damals acht Züge umfassenden Bestellung der Koleje Śląskie.
Seither wurden nach Schlesien zwölf Züge ausgeliefert, 2022 erwarb die Koleje Mazowieckie vier Fahrzeuge, die Woiwodschaft Großpolen vier Fahrzeuge, die Woiwodschaft Kujawien-Pommern vier Fahrzeuge, die Woiwodschaft Karpatenvorland vier Fahrzeuge und die Koleje Małopolskie vier Fahrzeuge.
Außerdem entstanden fünfteilige und sechsteilige Varianten, die bei der Szybka Kolej Miejska w Warszawie verwendet werden.
Für das tschechische Unternehmen Regiojet wurde 2021 eine zweiteilige Variante des Triebwagens entwickelt, die für mehrere Stromsysteme geeignet ist.
Die Beschaffung der Fahrzeuge führte zum spürbaren Rückgang von Altbaufahrzeuge wie dem EN57. 
Die Fahrzeuge werden mit den neuen Bezeichnungen (Typbezeichnung und Ordnungsnummer) versehen. Es existieren 2022 noch Fahrzeuge, die sowohl mit der alten als auch mit der neuen Bezeichnung versehen sind.

## Konstruktion
Die Produktfamilie orientiert sich an vorhandenen Konstruktionen wie dem Siemens Desiro, Alstom Coradia Continental oder Bombardier Talent 2. Merkmal ist die Verwendung als niederfluriges Fahrzeug bei S-Bahnen bis hin zum Schnellzug mit der entsprechenden Anzahl von Mittelwagen. Sie wurden zusammen mit dem PESA 219M von dem Designteam Bartosz Piotrowski und Arkadiusz Sobkowiak entworfen. Die Fahrzeuge werden auch für die Spurweite von 1520 mm angeboten. Die Triebköpfe sind mit den Mittelwagen mit Jakobs-Drehgestellen verbunden. Sie besitzen eine Scharfenbergkupplung.
Das ermöglicht die Verwendung von bis zu drei Fahrzeugen im Verbund mit Vielfachsteuerung.
Die Triebdrehgestelle werden durch Drehstrom-Asynchronmotoren über IGBT gesteuerte Umrichter angetrieben. Die Traktionsausrüstung ist auf dem Dach der Triebfahrzeuge untergebracht. Die Fahrzeuge sind mit einer primären Federung aus Schraubenfedern und einer sekundären Federung mit Luftfederung ausgestattet.
Die Wagenkästen sind in Spantenbauart ausgeführt, die Profile wurden aus höherfestem und korrosionsträgem Material hergestellt. Alle Türen befinden sich im Niederflurbereich und sind mit Schiebetritten zur Spaltüberbrückung an Bahnsteigen mit niederer Einstiegshöhe von 550 mm ausgerüstet. Die Mittelwagen sind mit Längssitzen, die Triebköpfe mit Niederflur- und Hochflurbereichen besitzen Quersitze in der Anordnung 2+2. Die Triebzüge sind mit Videoeinrichtung ausgerüstet und besitzen ein umfangreiches Fahrgastinformationssystem.

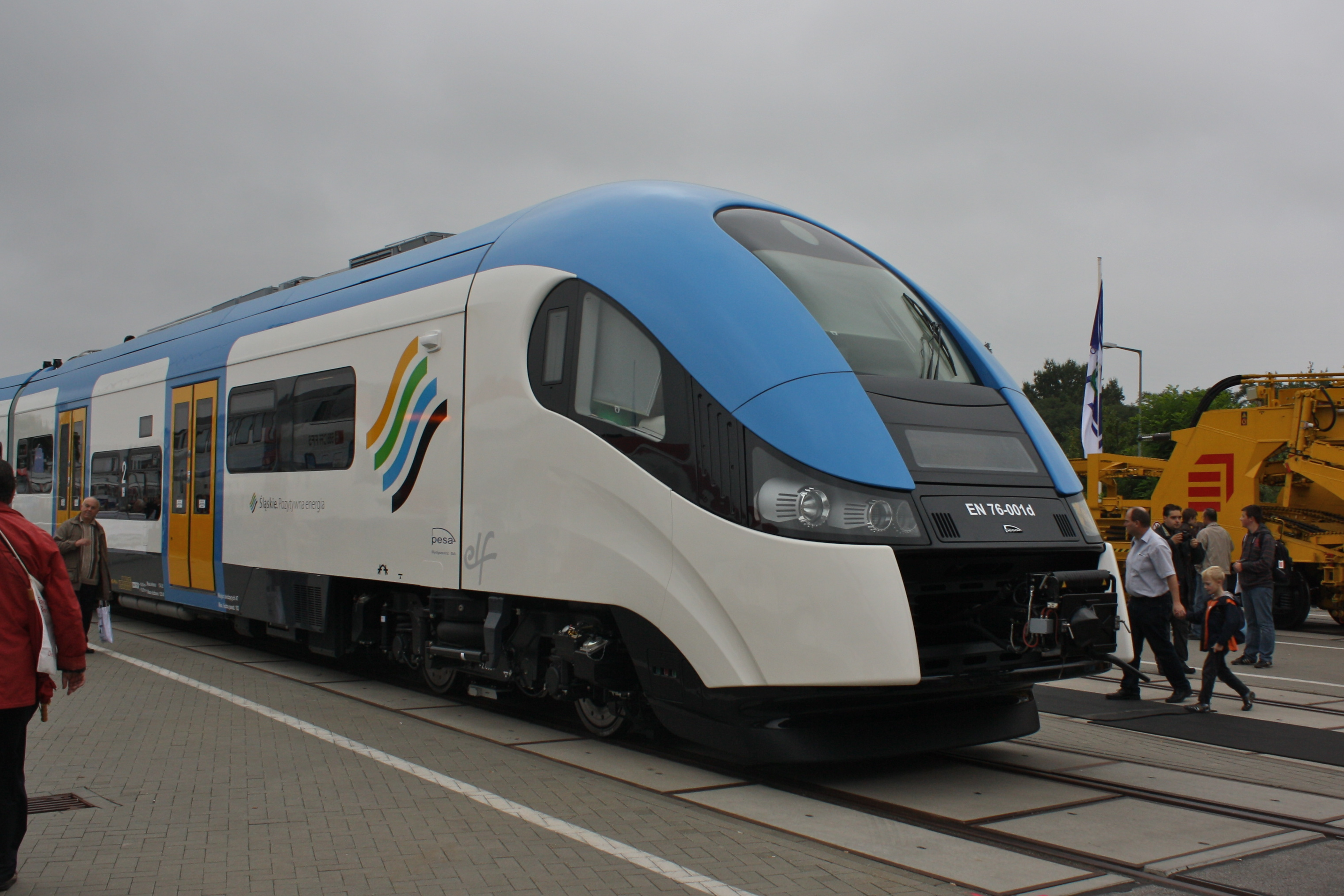
Fotografie des EN76-001 der Koleje Śląskie 2010 auf der InnoTrans
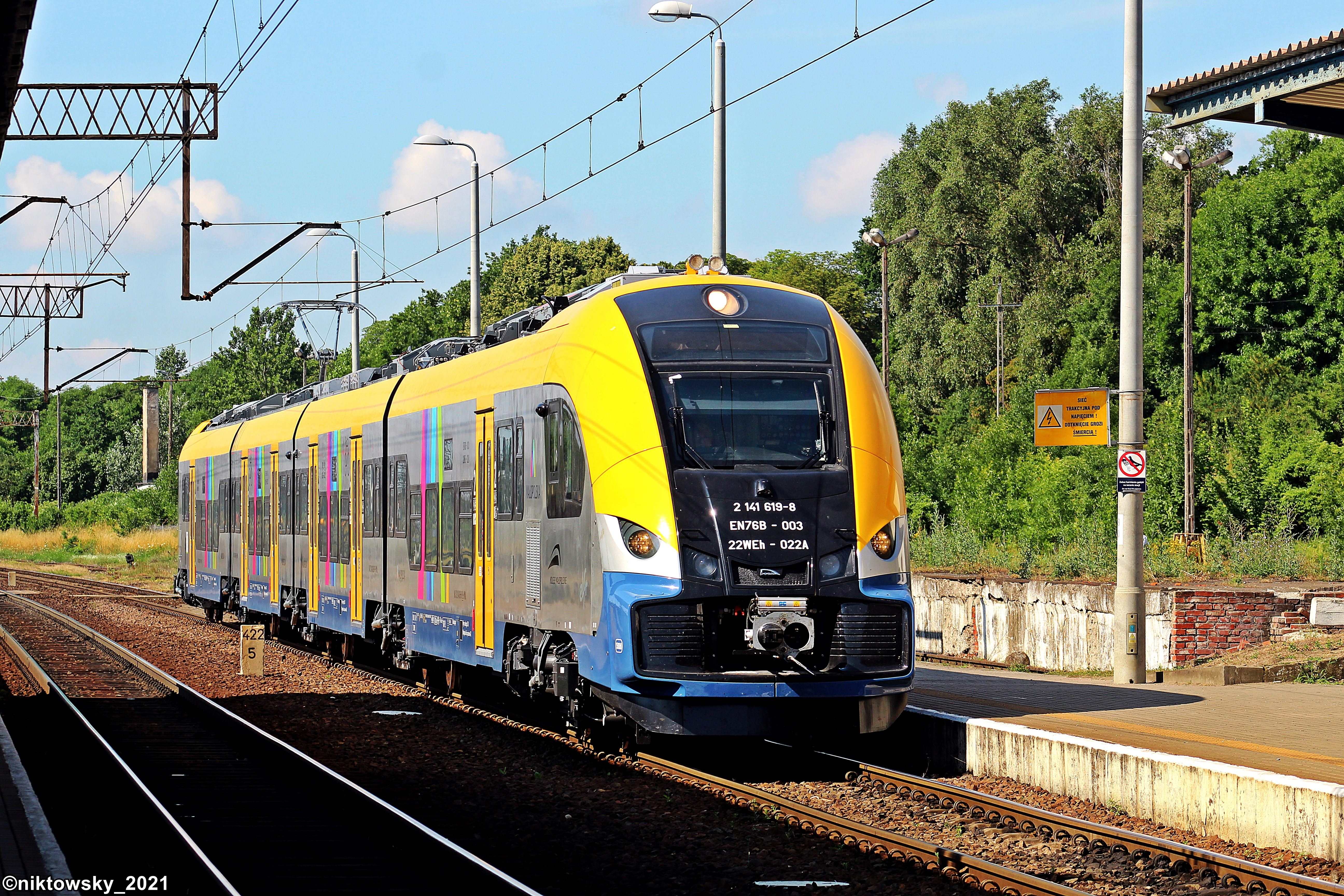
EN76-003 der Koleje Małopolskie mit doppelter Beschriftung (2021)
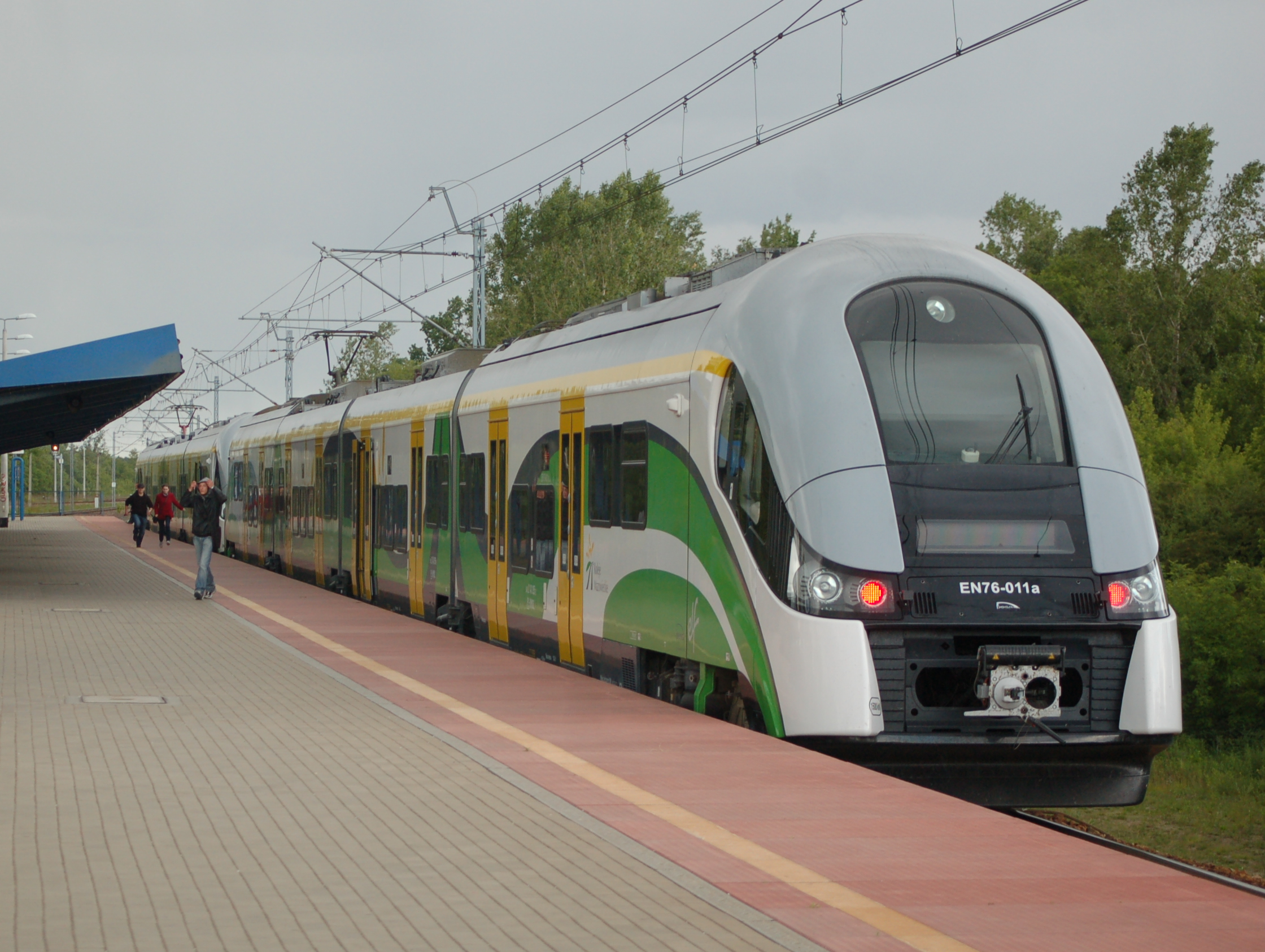
EN76-011 der Woiwodschaft Großpolen (2013)
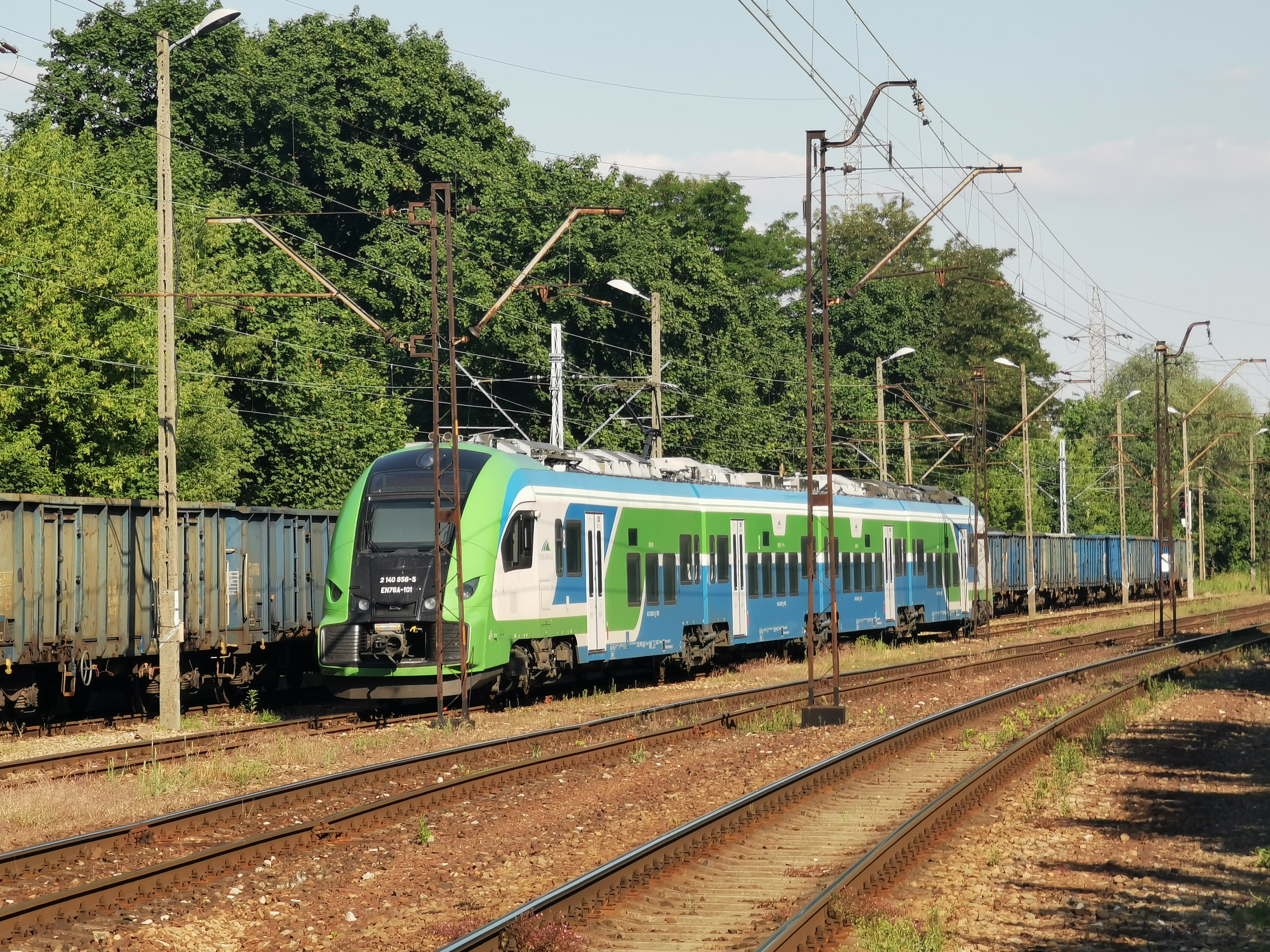
EN76A-101 der Przewozy Regionalne 2022 mit alter Beschriftung